# Referendum (ordinamento italiano)

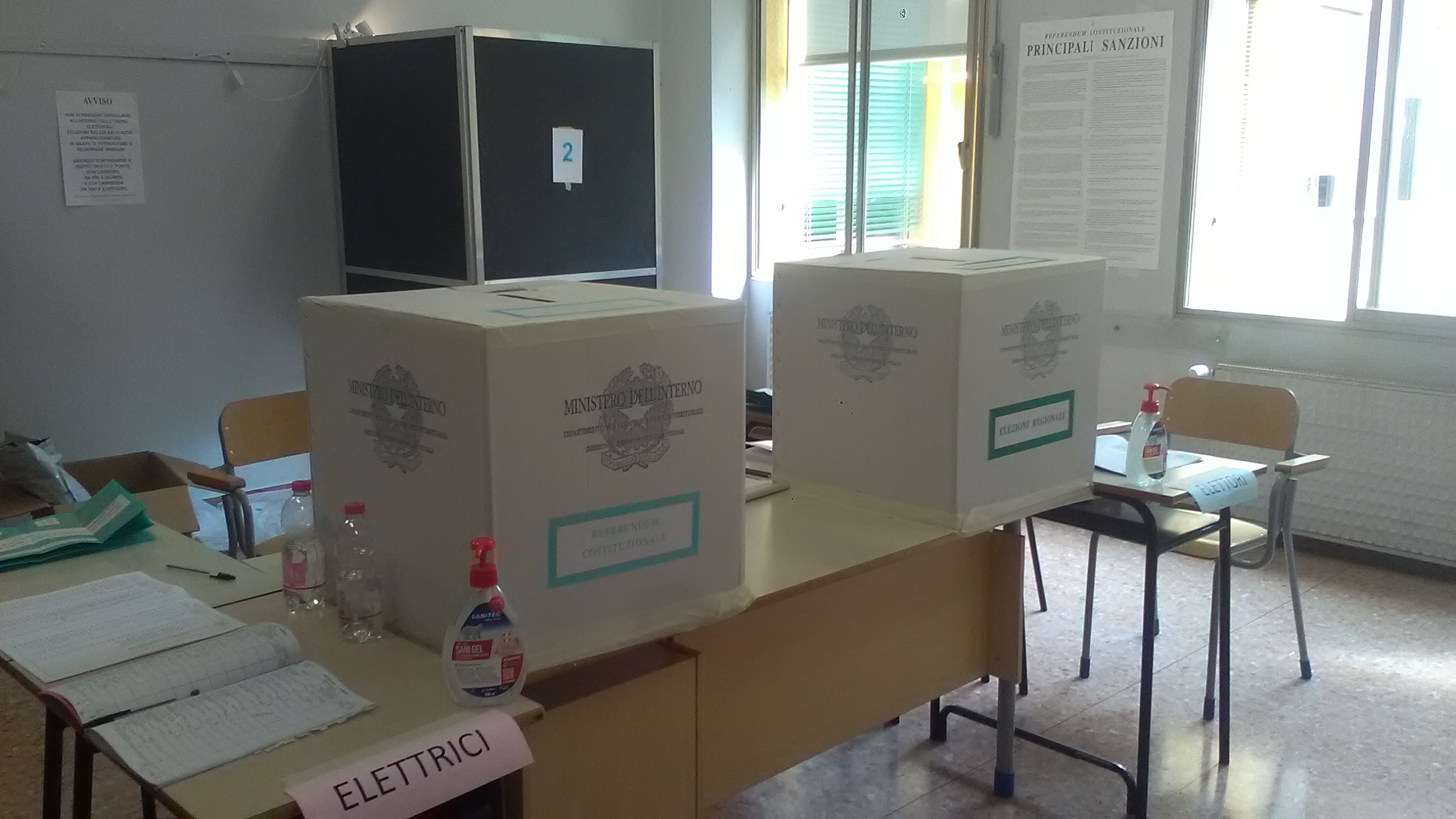
Un seggio elettorale in occasione del referendum costituzionale in Italia del 2020

Il referendum è un istituto giuridico contemplato dalla Costituzione della Repubblica Italiana.
È uno degli strumenti, insieme alla petizione (Art.50 Cost.) e al disegno di legge di iniziativa popolare (Art. 71 Cost.), con i quali è garantita la partecipazione diretta dei cittadini alla vita politica del Paese, considerata (ex art. 3 Cost.) quale diritto inviolabile. L'ordinamento giuridico italiano ne prevede diversi tipi disciplinati da apposite leggi. Il primo referendum abrogativo si tenne nel 1974 e riguardò l'istituto del divorzio.

## Storia

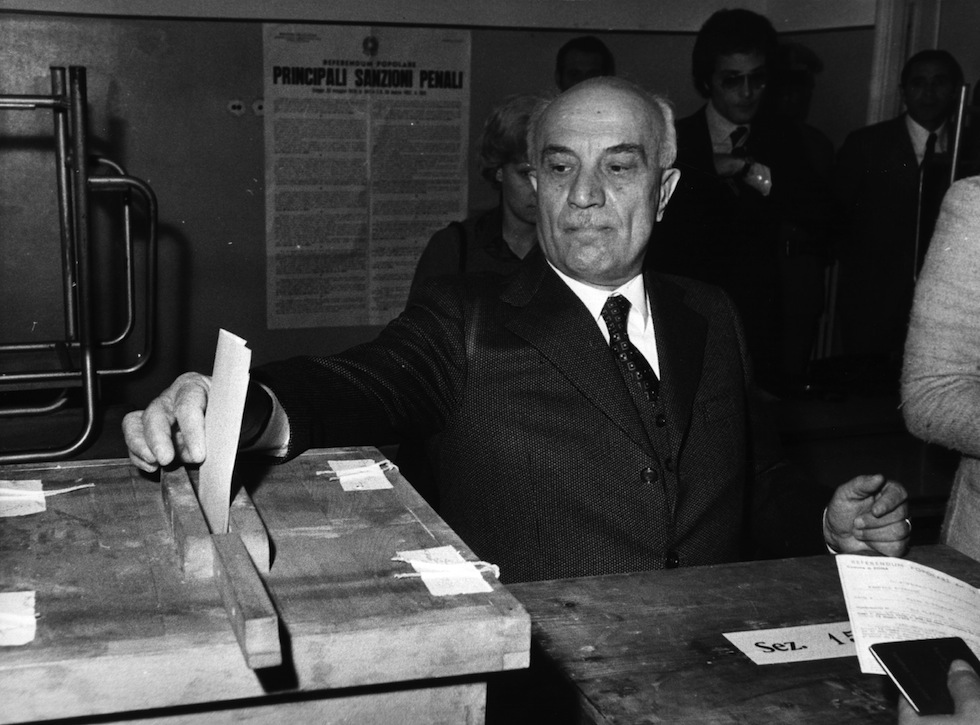
Amintore Fanfani vota al referendum abrogativo del 1974

Referendum in Italia (1946 - 2022).

Il referendum del 1974 fu il primo referendum abrogativo della storia dell'Italia repubblicana. Venne indetto per abrogare la legge che nel 1970 aveva introdotto il divorzio, causando controversie e opposizioni. Conclusosi con la vittoria del "no", dunque con la conferma della legge, aprì le porte ad una stagione caratterizzata da un crescente uso di tale strumento, soprattutto per  iniziativa del partito radicale. Tra i più significativi, nel 1981 si tenne un altro referendum abrogativo ad oggetto cinque distinti quesiti, tra cui l'interruzione di gravidanza; quattro anni più tardi ne venne proposto uno sulla cosiddetta Scala mobile (vittoria del "no") e nel 1987 su ulteriori cinque quesiti. Nel 1991 e nel 1993 vennero indetti due referendum sul sistema elettorale. Nel 2005, nel 2009 e nel 2016 non si raggiunse il quorum per altrettanti referendum, rispettivamente sulla procreazione assistita, sulla legge elettorale e sulle concessioni per l'estrazione di idrocarburi in mare.

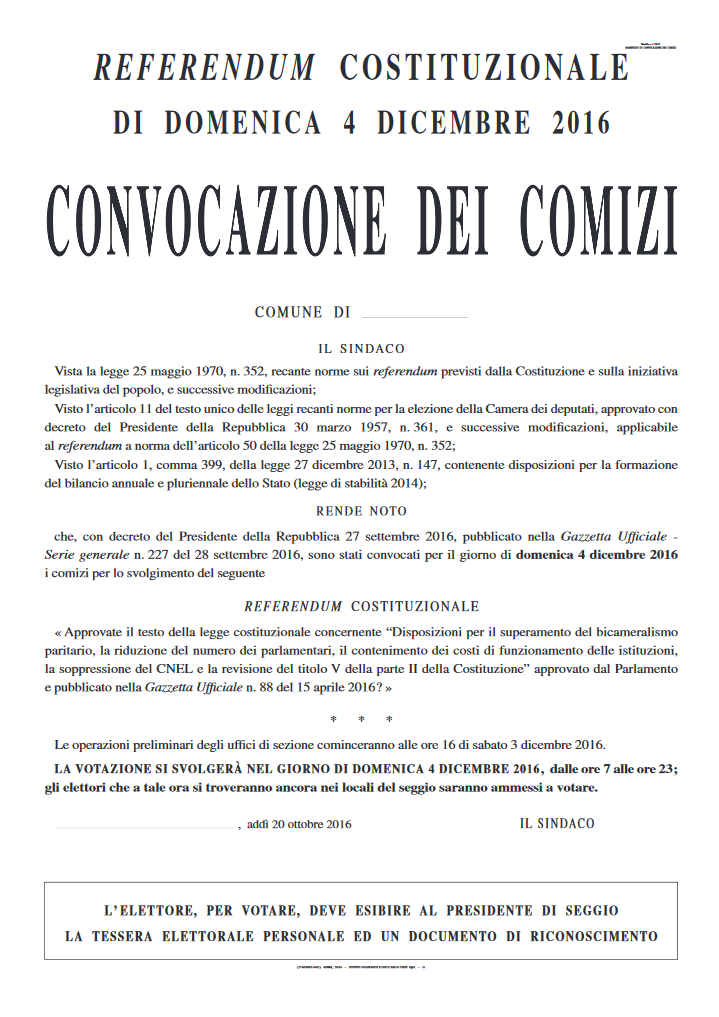
Manifesto di convocazione dei comizi in occasione del referendum costituzionale del 2016

Tra il 1948 e il 2021 si sono tenuti quattro referendum confermativi costituzionali. Nel 2001 il referendum sulla riforma del Titolo V della Costituzione, il primo della storia repubblicana, vide la prevalenza dei "sì" col 64,2% dei voti; quello del 2006 vide invece bocciare la legge di riforma, come pure quello del 2016, in cui venne bocciata la cosiddetta Riforma costituzionale Renzi-Boschi. Altresì, il referendum costituzionale del 2020 ha confermato la legge in materia di riduzione del numero dei parlamentari.
Nel 2022 lo Stato Italiano ha istituito una piattaforma online per la raccolta delle sottoscrizioni in maniera digitale, in seguito ad una condanna dell'ONU per gli irragionevoli ostacoli alla raccolta firme. L'Italia è diventata così uno dei primi paesi al mondo a fare questo passo.

## Tipologia e disciplina normativa
Vi sono diversi tipi di referendum previsti dall'ordinamento italiano:
- il referendum abrogativo di leggi e atti aventi forza di legge (articolo 75 della costituzione);
- il referendum sulle leggi costituzionali e di revisione costituzionale (articolo 138);
- il referendum riguardante la fusione di regioni esistenti o la creazione di nuove regioni (articolo 132 comma 1);
- il referendum riguardante il passaggio da una Regione a un'altra di Province o Comuni (articolo 132 comma 2);
- il referendum riguardante gli statuti regionali (articolo 121),
- il referendum regionale su leggi e provvedimenti amministrativi della Regione (articolo 123)

Altri referendum a livello comunale e provinciale sono poi previsti da fonti sub-costituzionali.
La disciplina normativa dei requisiti e del procedimento è costituita, oltre che dalla Costituzione, anche dalla legge 25 maggio 1970, n. 352, e da sentenze della Corte costituzionale della Repubblica.

## Caratteristiche

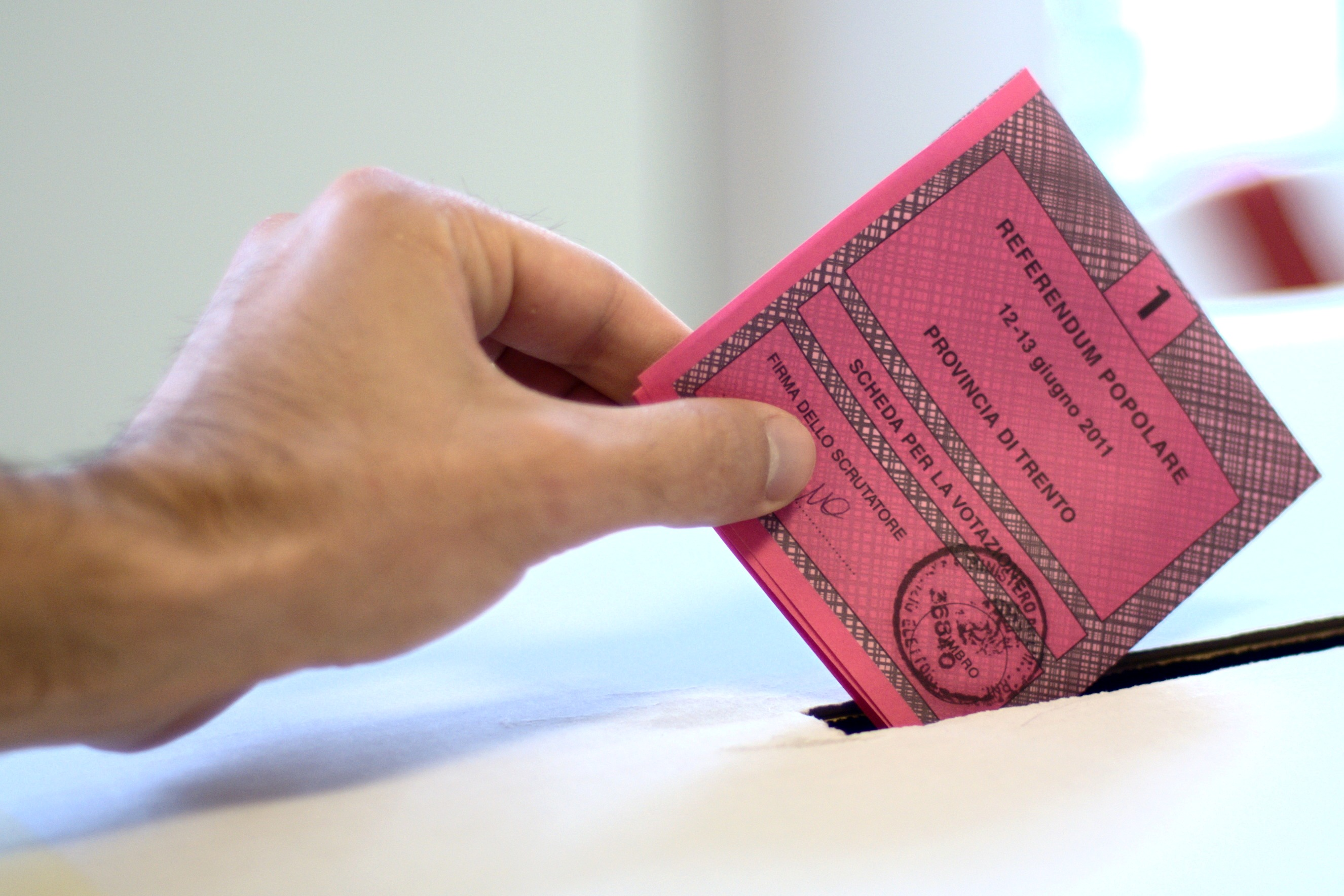
Una scheda elettorale per il primo quesito del referendum abrogativi del 2011

Il testo costituzionale prevede fondamentalmente due tipi di referendum: abrogativo e costituzionale ma non prevede il referendum consultivo.
Le richieste di referendum sono soggette a un duplice controllo, il primo, di tipo meramente tecnico, da parte dell'Ufficio centrale per il referendum, organo istituito dalla legge n. 352/1970. Al controllo svolto dall'Ufficio centrale fa quindi seguito il giudizio circa l'ammissibilità delle richieste, spettante alla Corte costituzionale così come disposto dalla legge cost. n. 1/1953, ruolo questo che va quindi ad aggiungersi a quelli già previsti dall'art. 134 cost.
I referendum "propositivi", "deliberativi" e "legislativi" non sono previsti dalla Costituzione italiana. Tuttavia alcune Regioni, ad esempio il Lazio, la Valle d'Aosta, il Friuli-Venezia Giulia o le due Province autonome di Trento e Bolzano, hanno introdotto nei loro statuti il referendum propositivo. Salvo lo Statuto della Provincia Autonoma di Trento, negli altri casi si prevede che il referendum sia collegato alla presentazione di una iniziativa legislativa popolare non esaminata, dall'organo deputato a farlo, entro un determinato termine.

### Referendum abrogativo

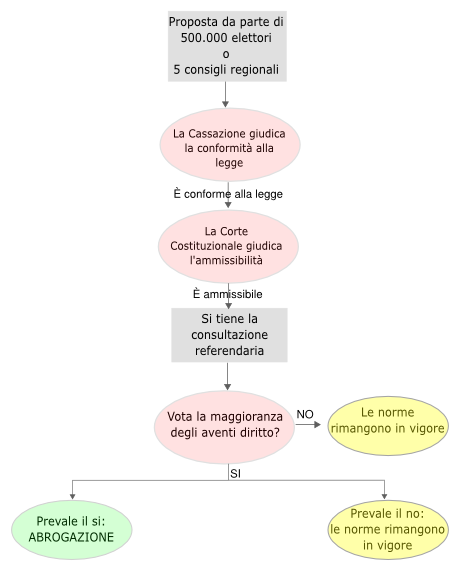
Schema riassuntivo del referendum abrogativo secondo l'ordinamento italiano.

L'articolo 75 della Costituzione riserva l'iniziativa referendaria ai cittadini (500 000 elettori) o alle Regioni (5 Consigli regionali), questi possono proporre all'elettorato "l'abrogazione, totale o parziale, di una legge o di un atto avente valore di legge", dove per legge si deve intendere una legge in senso formale, approvata dal Parlamento secondo il procedimento ordinario, e per "atto avente valore di legge" un decreto legge (approvato dal governo in casi eccezionali di necessità e di urgenza e convertito entro 60 giorni dal parlamento) o un decreto legislativo (adottato dal governo su delega parlamentare). Il quorum indica il numero minimo di elettori che devono partecipare alla votazione perché il referendum sia valido e perciò idoneo ad abrogare la disposizione oggetto del quesito: esso è fissato nella maggioranza degli aventi diritto al voto. L'articolo 75 stabilisce inoltre che deve essere raggiunta la maggioranza dei voti validamente espressi.
Non tutte le leggi possono essere oggetto di abrogazione tramite referendum: alcune materie sono sottratte dal secondo comma dello stesso art. 75 della Costituzione dall'azione dell'istituto. La disposizione costituzionale cita espressamente "le leggi tributarie e di bilancio, di amnistia e di indulto, di autorizzazione a ratificare trattati internazionali". In più non è possibile abrogare mediante referendum disposizioni costituzionali, gerarchicamente sovraordinate alla legge ordinaria e quindi abrogabili solo mediante il procedimento aggravato – maggioranza qualificata – previsto dall'art. 138 Cost.
La Corte Costituzionale, che deve pronunciarsi sulla legittimità costituzionale del referendum, ha esteso l'elenco ritenendo inammissibili referendum che non abbiano oggetto unitario o il cui esito positivo paralizzerebbe l'attività di un organo costituzionale, determinando un vuoto legislativo.
La convocazione del referendum può essere revocata, se prima del voto le richieste referendarie sono recepite nell'ordinamento attraverso appositi interventi legislativi: ad esempio, il referendum promosso dal sindacato CGIL contro il Jobs Act (in particolare per l'abolizione del buono lavoro e sull'escussione preventiva negli appalti), già fissato per il 28 maggio 2017, venne annullato a seguito dell'abolizione delle norme contestate tramite decreto legge del Governo.

### Referendum costituzionale

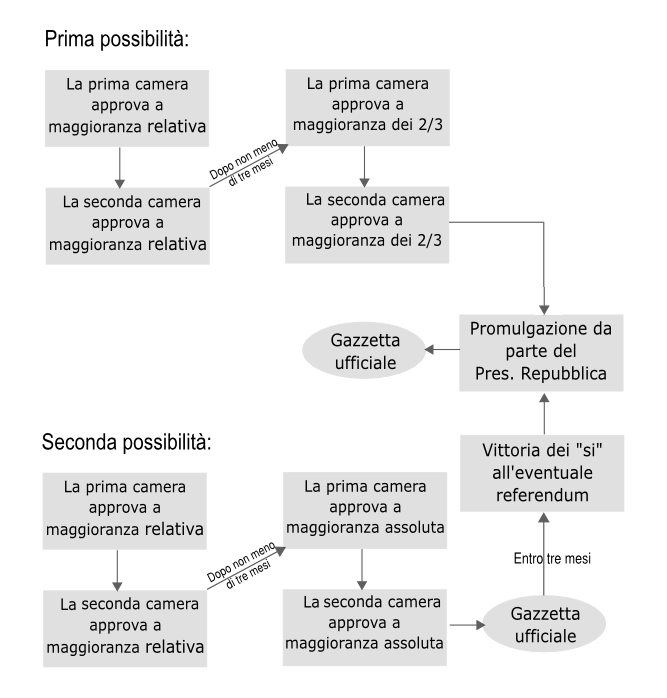
Schema del processo di revisione costituzionale, secondo l'ordinamento italiano.

L'art. 138 della Costituzione prevede la possibilità di richiedere il referendum costituzionale dopo la seconda votazione da parte delle camere di una legge di revisione costituzionale o di una legge costituzionale. Le camere in seconda deliberazione devono raggiungere la maggioranza assoluta, cioè è necessario il voto favorevole del 50% più 1 dei componenti la Camera. Qualora si raggiunga, in entrambe le Camere, la maggioranza qualificata dei 2/3 dei componenti di ogni Camera non sarà possibile richiedere il referendum.
La richiesta può essere presentata da un quinto dei membri di una Camera, da 500 000 (cinquecentomila) elettori o da 5 (cinque) Consigli regionali entro tre mesi dalla pubblicazione sulla Gazzetta Ufficiale.
Decorso questo periodo, il Capo dello Stato, entro sessanta giorni, fissa con un decreto la data della consultazione, che deve avvenire tra il 50º e il 70º giorno successivo al decreto di emanazione.
A differenza del referendum abrogativo, il referendum costituzionale non prevede il raggiungimento del quorum elettorale pari ad almeno il 50%+1 degli aventi diritto al voto.

### Referendum sulla modifica delle circoscrizioni territoriali
Ve ne sono di due tipi:
- il referendum che, in caso di voto favorevole, costituisce il presupposto di una legge costituzionale per le fusioni di più regioni o per la costituzione di una nuova regione (articolo 132 comma 1);
- il referendum che, in caso di voto favorevole, costituisce il presupposto di una legge ordinaria che consente a una provincia o a un comune di staccarsi da una regione e aggregarsi a un'altra (articolo 132 comma 2).

### Referendum regionali
Ai sensi della legge 352/1970 il referendum per la fusione fra regioni dovrà essere richiesto da almeno tanti consigli comunali che rappresentino 1/3 della popolazione delle regioni interessate.
Il Referendum sarà indetto nei territori delle regioni interessate, e la sua approvazione, a maggioranza assoluta dei voti, avrà fine con l'emanazione di una legge Costituzionale.
Nel caso di distacco di una o più province o uno o più comuni per la formazione di nuove regioni, il referendum dovrà essere richiesto da Consiglio regionali e comunali che rappresentino 1/3 della popolazione del territorio richiedente il distacco e 1/3 del territorio che rimarrebbe distaccato dal primo.
Il referendum è indetto nel territorio della Regione o della Provincia dal quale ci si vuole distaccare, e la votazione positiva a maggioranza assoluta avrebbe come conclusione l'approvazione con una legge Costituzionale.
Invece per annettere Province o Comuni a una regione già preesistente, il referendum dovrà essere richiesto oltre che da 1/3 dei Consigli provinciali e comunali del territorio volente aggregarsi, da 1/3 dei Consigli provinciali. e comunali della Regione a cui annettersi.
In caso di esito positivo, la procedura finirà con l'emanazione di una legge ordinaria.
Ai sensi dell'art. 123, comma 1 della Costituzione sono possibili referendum regionali su leggi e provvedimenti amministrativi delle Regioni; ai sensi del comma 3 sono previsti Referendum confermativi su eventuali modifiche dei rispettivi Statuti regionali; questi ultimi hanno poi introdotto negli ordinamenti regionali l'istituto del referendum consultivo.

### Referendum comunali e provinciali
Questi referendum sono stati introdotti nel 2000 attraverso l'art. 8 del Testo Unico Enti Locali, in seguito alla sottoscrizione da parte dell'Italia della Carta europea dell'autonomia locale del 1989.
La possibilità di inserirli negli statuti è stata resa facoltativa, così come la scelta riguardo agli aspetti pratici: ad esempio se inserire il quorum di validità, quantificare il numero di firme necessario per indirlo, le materie referendabili (che comunque devono sempre riguardare materie di esclusiva competenza comunale), la possibilità di abbinarle alle elezioni europee e nazionali oppure quali tipi di referendum inserire.

## Raccolta elettronica delle firme
Dagli anni 2020, le raccolte delle firme possono essere effettuate anche con SPID, carta d'identità elettronica o carta nazionale dei servizi. Ciò rappresenta una forma di e-democracy.
Una delle prime raccolte effettuata totalmente con queste modalità è stata quella iniziata a luglio del 2024 per il referendum abrogativo sull'autonomia differenziata.
La prima volta in assoluto che è la modalità digitale è stata introdotta (ad opera dell'emendamento Magi che ha introdotto questa eventualità) risale al 2021, per un referendum abrogativo della legislazione sulla cannabis.